# Huaca de los Reyes
Huaca de los Reyes es una antigua construcción prehispánica que forma parte del complejo arqueológico de Caballo Muerto, situado en la costa norte del Perú. Pertenece al periodo formativo, con una antigüedad aproximada de 1100 a 1000 a. C. Fue probablemente el principal centro de la cultura Cupisnique. Muestra una estructura arquitectónica muy compleja, en la que destaca unas cabezas gigantes modeladas en barro, con rasgos de felino, tal vez la representación de una deidad cupisnique.

## Ubicación geográfica
Está situado en el sector medio del valle de Moche, en el lado norte, a unos 3 km al N.E. de Laredo y a unos 20 km de la ciudad de  Trujillo. Pertenece a la jurisdicción del distrito de Laredo, provincia de Trujillo, departamento de La Libertad.

## Descubrimiento y estudios
Caballo Muerto fue puesto al descubierto en 1972 por el arqueólogo Michael Moseley, entonces director del Proyecto Chan Chan - Valle de Moche, de la Universidad de Harvard. Moseley se valió de unas aerofotografías tomadas en 1930 por Shippee/Jonson, las que mostraban el monumental complejo arquitectónico y en particular la Huaca de los Reyes. Trabajaron en el sitio los arqueólogos Luis Watanabe (1972) y Thomas G. Pozorski (1973-1974). Posteriormente fue investigado por el arqueólogo Jorge Ruiz Barcellos, quien ha demostrado que el complejo tiene suficientes indicios de pertenecer al estilo Cupisnique.

## Cronología
La antigüedad que se asigna a la Huaca de los Reyes es de 1000 a 1100 a. C., es decir, pertenece al periodo formativo medio.

## Descripción
La Huaca de los Reyes es la más grande de las doce unidades o “templos” que conforman el complejo de Caballo Muerto. Mide unos 300 m de largo y 170 m de ancho. Actualmente se encuentra en estado ruinoso. 
Se trata de una estructura arquitectónica sumamente compleja, básicamente con planta en “U”, orientada hacia el este, construida con guijarros de río y barro como argamasa. Está compuesto por varias secciones y edificios dispuestos de manera regular y simétrica respecto a un eje principal del conjunto.

Desde una plaza amplia se entra a una plaza más restringida, flanqueada por dos estructuras que se abren hacia la misma, con una sala hipóstila ("bosque de columnas") que da acceso a dos estructuras pluricelulares y a un recinto en el cual se ubica una plataforma baja. Siguiendo el eje principal, hacia el oeste se levanta una plataforma ancha con escalera central que da vista a una fachada ancha de más de 50 metros, que tiene una composición parecida a la de los edificios laterales descritos: tres nichos en cada extremo, que forman las fachadas de dos estructuras alargadas, así como seis columnas en otra sala hipóstila. Al pasarla se entra a un patio interior flanqueado por otros edificios laterales. Siguiendo el eje se llega al edificio más alto sobre otra plataforma con otra fachada de otra sala hipóstila, de la que se llega al nivel más alto, que está mal conservado. Además, se tiene acceso lateral a otros edificios laterales de la parte central.

Destaca la decoración de sus muros, con frisos hechos en barro arcilloso, algunos de los cuales tienen evidencias de haber sido pintados con diversos colores. Estos frisos, en número de 58, corresponden a la fase final del complejo. Presentan dos clases de figuras: cabezas humanas estilizadas y seres de pie.
Las cabezas escultóricas grandes miden 1.70 m de alto y llevan caninos que se entrecruzan, figurando rasgos de felino. Recuerdan a las «cabezas-clavas» presentes en las paredes de Chavín de Huántar, pero se estima que la Huaca de los Reyes es anterior a ese santuario.
Las figuras de personajes parados corresponden a seres humanos que llevan una especie de tobillera y cinturones con cabezas colgadas de serpientes, aunque por desgracia no se encuentran completamente conservados. 